# Кацурагісан-Мару
Кацурагісан-Мару (Katsuragisan Maru) — судно, яке під час Другої світової війни взяло участь у операціях японських збройних сил на Каролінських островах. 
Кацурагісан-Мару спорудили в 1925 році на верфі Mitsui Bussan Zosensho для іншої компанії конгломерату Mitsui Bussan Kaisha.
30 липня 1937-го на тлі Другої японо-китайської війни судно реквізували для потреб Імперської армії Японії. 1 квітня 1938-го Кацурагісан-Мару повернули власникам.
17 грудня 1943-го Кацурагісан-Мару реквізували для потреб Імперського флоту Японії. 
25 грудня 1943 судно у складі конвою  № 3225 рушило з Йокосуки на атол Трук у центральній частині Каролінських островів (тут ще до війни створили потужну базу японського ВМФ, з якої до лютого 1944-го провадились операції в цілому ряді архіпелагів). У перші години 7 січня 1944-го загін підійшов до Труку. Тут при проході до лагуни атола через північно-східний прохід «Кацурагісан-Мару» наскочив на виставлене самими японцями мінне загородження, підірвався та затонув, загинуло 5 членів екіпажу.